# Pseudagrion buenafei
Pseudagrion buenafei – gatunek ważki z rodziny łątkowatych (Coenagrionidae).